# وینزفورد، سامرست
وینزفورد (به انگلیسی: Winsford) یک محله مدنی و روستا در بریتانیا است که در سامرست غربی واقع شده‌است. وینزفورد ۳۲۱ نفر جمعیت دارد.